# Can Sabau
Can Sabau és una masia de Santa Perpètua de Mogoda (Vallès Occidental) inclosa a l'Inventari del Patrimoni Arquitectònic de Catalunya.

## Descripció
És una masia de planta basilical amb tres plantes i golfes.
Es poden apreciar les diferents etapes de construcció a partir dels diversos tipus de finestres que s'observen a la façana posterior de l'edifici. Destaquen les que són d'ornamentació gòtica. La distribució de les obertures és molt simètrica.
La façana principal no presenta cap mena de decoració i tot l'edifici està cobert amb teulada a doble vessant, de teula àrab.

## Història
Actualment, continua sent un nucli d'explotació agrícola i al mateix temps, s'utilitza com a restaurant. És d'època gòtica però molt modificada, tot i així, conserva la seva estructura original.